# Naginata

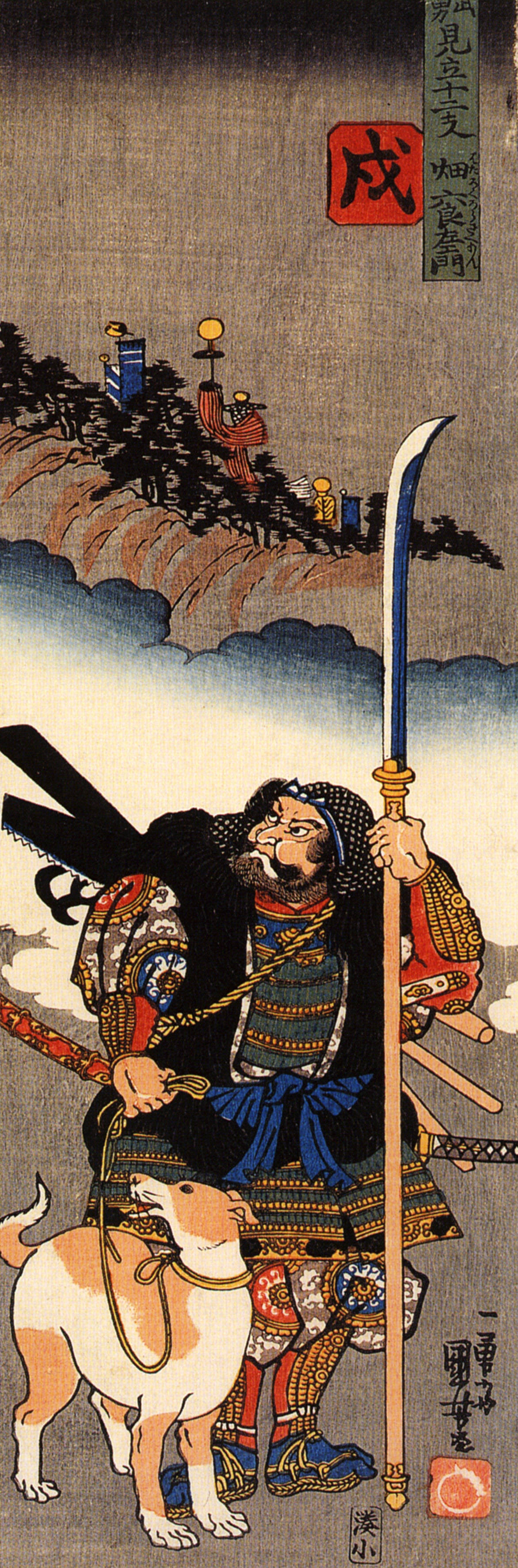
Un samurai con una nanginata

La naginata (薙刀? o anche なぎなた; termine adattato in italiano come nanghinata o nanguinata) è un'arma inastata giapponese costituita da una lunga lama ricurva monofilare, più larga verso l'estremità, inastata grazie ad un lungo codolo su un'impugnatura di lunghezza variabile ma in genere più breve rispetto a quella della lancia in uso ai guerrieri (bushi) giapponesi, la yari. L'arma, per forma ed utilizzo, ricorda i falcioni del medioevo europeo.
Apparsa nei campi di battaglia del Periodo Kamakura (1185-1333), durante l'Era Tokugawa la naginata divenne un'arma desueta in battaglia, ma continuò ad essere usata per il combattimento individuale e per la difesa degli edifici o delle dimore private. Probabilmente per questo il suo uso si diffuse specialmente tra le donne della classe militare, le buke, vere amministratrici della casa. L'arte marziale (detta naginata-do o naginatajutsu) che ne trasmette l'uso faceva comunque parte del bagaglio tecnico classico del guerriero (bujutsu) e nel budō moderno esistono alcuni stili indipendenti che ne tramandano una forma stilizzata analoga alla scherma kendō: trattasi dell'Atarashii Naginata.
Un modello di arma simile alla naginata ma con una lama pressoché dritta e spesso più lunga è detto nagamaki (letteralmente «[lama con] inastamento lungo»).

## Storia

### Origini
La naginata è stata molto probabilmente sviluppata in Giappone a partire da un'arma cinese, il guan dao, sorta di equivalente sinico del falcione in uso alle forze di fanteria dell'Europa medievale. Archetipo di partenza per la forma finale della naginata sarebbe stata la lancia hoko.
Identificare il momento esatto in cui l'arma fece la sua comparsa sui campi di battaglia giapponesi risulta ad oggi arduo. La naginata viene tradizionalmente affiancato alla figura del sōhei, il "monaco-guerriero"; conseguentemente, si ritiene che l'arma sia stata inventata durante gli anni di maggior potere di tale casta, il Periodo Nara (VIII secolo). In realtà, i primi dati certi sull'esistenza della naginata risalgono al 1146 (Periodo Heian) e la diffusione dell'arma può essere ritenuta compiuta solo nel medio Periodo Kamakura (1185-1333).
La menzione di armi a lama lunga, utilizzate per contrastare le cariche di cavalleria, nelle fonti del X e XII secolo, è con buona probabilità da riferirsi all'uso delle nodachi, le grandi spade (tachi) da campo. In queste fonti, infatti, il verbo utilizzato per descrivere l'atto dello sguainare l'arma è nuku, associato alla spada, invece che il verbo hazusu poi usato per la naginata. Nulla però vieta di supporre che già nell'XI secolo fossero in uso le lance hoko da cui sarebbe poi derivata la naginata. L'accostamento naginata-sōhei è a sua volta poco chiaro. Se infatti la naginata appare quale parte della panoplia del monaco-guerriero nel materiale iconografico del XIV secolo, del pari l'arma figura anche nelle mani dei samurai che si oppongono ai monaci. Ciò nonostante, l'iconografia dei secoli successivi ricorse spesso alla raffigurazione della naginata per distinguere i monaci-guerrieri dai normali bushi nelle mischie.

### Diffusione
Fu durante la Guerra Genpei (1180-1185) tra il Clan Taira ed il Clan Minamoto, guidato da Minamoto no Yoritomo, che la naginata dimostrò la sua efficacia sui campi di battaglia. L'aumentato utilizzo di forze di cavalleria valorizzò infatti l'uso, nella fanteria, di un'arma inastata capace di colpire il guerriero in sella e/o fermare la carica del cavallo. Proprio in questo periodo, l'armatura del bushi si arricchì degli schinieri (sune-ate) per prevenire i colpi portati dal basso verso il ventre del cavallo.
A causa della massiccia diffusione dell'archibugio (tanegashima-teppō), la naginata cadde in disuso quale arma di battaglia nel corso del XVII secolo. Durante l'Era Tokugawa l'arma venne riconfigurata come arma da duello e come parte della panoplia dei bushi destinati alla difesa delle fortezze o degli edifici privati. Ciò nonostante, l'arte marziale che trasmetteva l'uso della naginata (detta naginata-do o naginatajutsu) restò parte integrante del bagaglio tecnico classico del guerriero, il bujutsu.
Importantissimo esito del riutilizzo in ambiente domestico della naginata fu il cambio dell'utenza cui l'arma era destinata. L'uso attivo della naginata passò dai bushi alle loro donne, le buke, cioè le vere amministratrici della casa. Sebbene non use al mestiere delle armi come i loro uomini, le donne dei samurai erano tenute a provvedere alla sicurezza propria e della dimora durante l'assenza del marito, del padre o dei figli. Arma inastata che permetteva di tenere l'avversario ad una distanza tale da vanificare, almeno in parte, squilibri dovuti a significative differenze di peso, altezza e forza, la naginata era ritenuta una delle armi migliori per le buke. Non a caso, la naginata figurava spesso nella dote della figlia di un samurai. I dati in nostro possesso ci hanno tramandato la memoria di donne-samurai particolarmente mortifere nell'uso della naginata, su tutte l'esempio di Hangaku Gozen che difese il Castello di Toeizakayama dall'assalto delle truppe del Clan Hōjō nel 1201.
Furono proprio delle donne guerriere le ultime a scendere in battaglia con delle naginata durante la Battaglia di Toba-Fushimi (1868) e durante le rivolte anti-Tokugawa nella provincia di Satsuma.
La rivalutazione propedeutico-educativa delle arti marziali giapponesi a seguito della Restaurazione Meiji fece sì che lo studio dell'uso della naginata divenisse attività scolastica per le giovani donne giapponesi sin dal 1912. Lo studio in ambito scolastico della naginata proseguì durante tutto il Periodo Shōwa (1926-1989), nonostante i rovesci della seconda guerra mondiale e l'occupazione del Giappone da parte degli Alleati. A partire dal 1950, lo studio tradizionale venne commutato nell'atarashii naginata (letteralmente «nuova naginata»), disciplina particolarmente dedita all'etichetta ed alla forma più che alla praticità marziale degli esercizi. Ciò nonostante, sopravvissero scuole più tradizionali di naginatajutsu, alcune delle quali hanno ad oggi rappresentanze ufficiali al di fuori del territorio giapponese: Araki Ryu, Tendo Ryu, Jikishinkage Ryu, Higo Koryu, Tenshin Shoden Katori Shinto Ryu, Toda-ha Buko Ryu e Yoshin Ryu. Si stima la presenza di circa 200 praticanti di naginatajutsu nel territorio degli Stati Uniti d'America.

### Famosi utilizzatori dinaginata
- Tomoe Gozen, concubina di Minamoto no Yoshinaka (XII secolo);
- Hangaku Gozen, morta nel 1201 mentre difendeva il Castello di Toeizakayama durante la Rivolta Kennin;
- Saitō Musashibō Benkei (1155-1189), leggendario sōhei poi al servizio di Minamoto no Yoshitsune nella Guerra Genpei;
- Nakano Takeko (1847-1868), ultima famosa donna-samurai che combatté e perì nella Guerra Boshin.
- Edward Newgate[7] (Barbabianca), l'uomo più forte del mondo, deceduto durante la guerra di Marineford.

## Costruzione
La naginata, come molte armi, era spesso costruita su misura per colui che la doveva brandire. L'impugnatura era solitamente alta quanto l'utilizzatore (in media 150 cm ma alcune naginata superavano i due metri) ed a sezione romboidale, onde facilitare l'orientamento della lama. La lama misurava 2 o 3 shaku (60–90 cm) era ricurva, in modo particolare al vertice. Come la lama del katana, la lama della naginata era composta da acciaio forgiato con differenti gradi di durezza tra il dorso ed il filo onde coniugare capacità di taglio e di resistenza all'urto. Molte lame di naginata erano lame di katana riciclate. Per controbilanciare la lama, la naginata montava, all'estremità opposta dell'asta, un calzuolo metallico spesso a forma di spillo, lo ishizuki.
Si distinguono tre varianti della naginata:
- Kozori a lama molto ricurva;
- Hirumaki con guardia a protezione della mano avanzata (tsuba) e lama di katana;
- Bisen tō a lama corta e spessa; arma utilizzata dai ninja e dagli agricoltori.

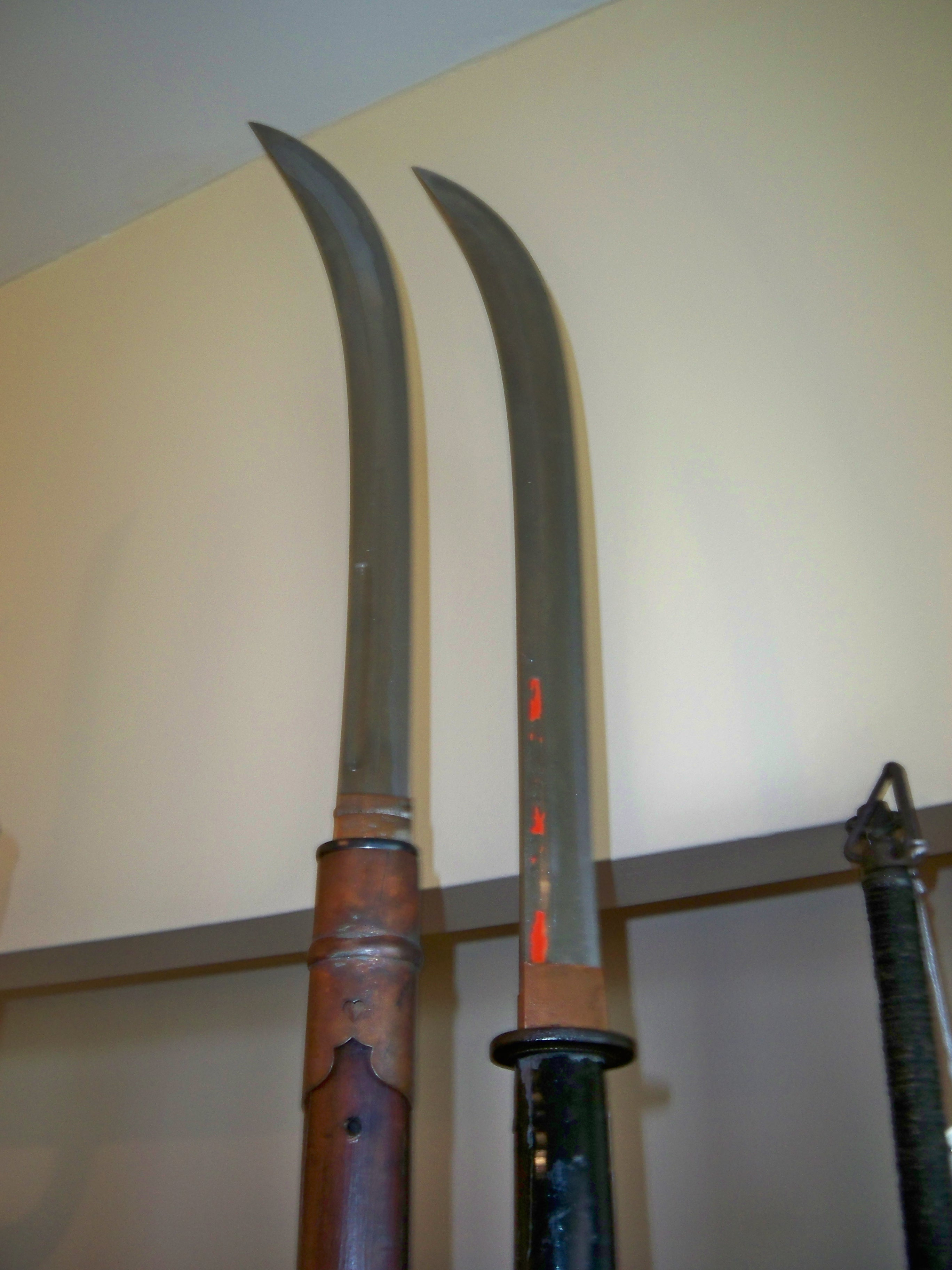
naginata di tipo kozori del Periodo Edo
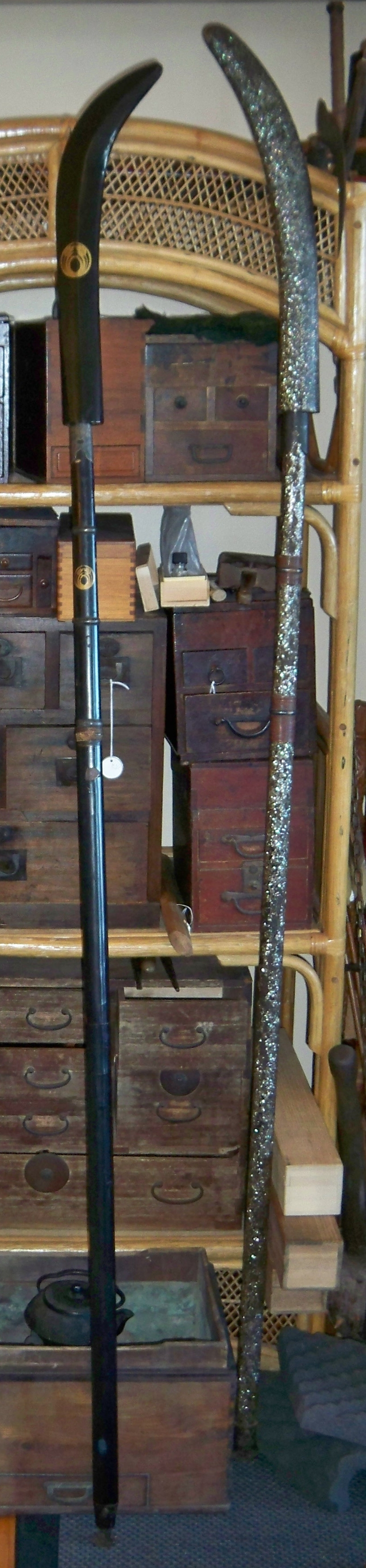
naginata di tipo kozoridel Periodo Edo
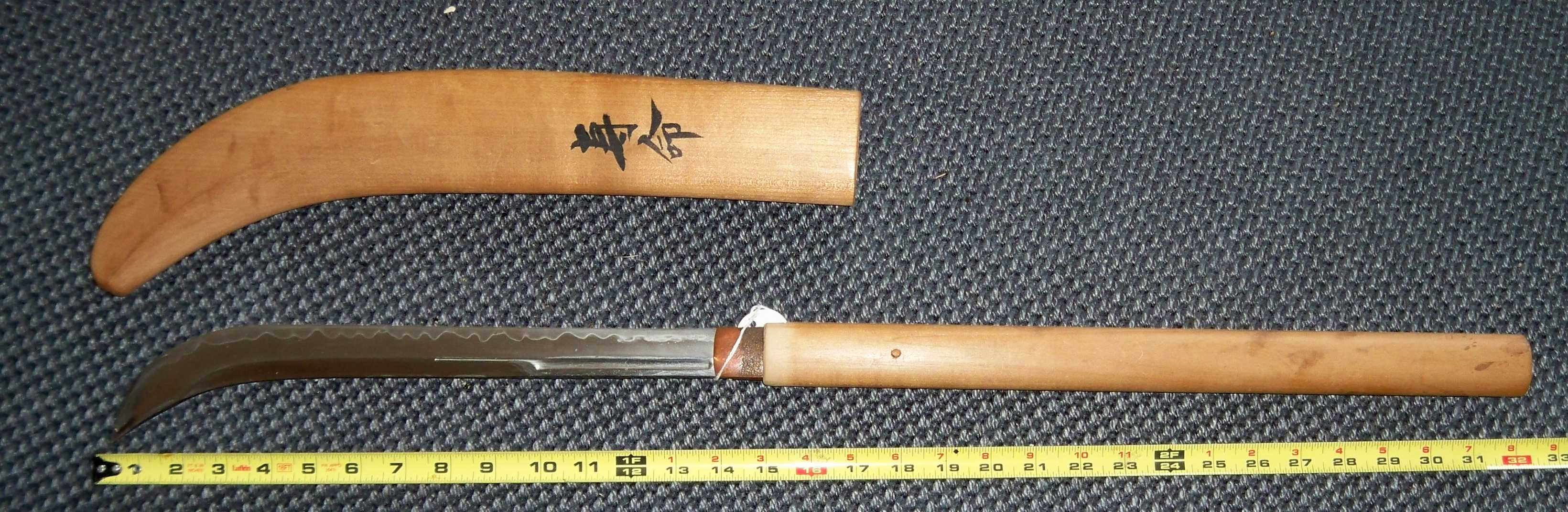
Antica naginata kozori (pre-Edo)